# Запис о проницљивости
Запис о проницљивости (порт. Ensaio sobre a Lucidez, 2004) роман је португалског Нобеловца Жозеа Сарамага.

## О књизи
Својеврстан наставак Слепила, Сарамагов роман Запис о проницљивости смештен је у исту земљу у којој је неколико година раније владала епидемија обневиделости, али сада почиње једним необичним политичким а не медицинским феноменом: на парламентарним изборима већина популације оставља непопуњене гласачке листиће. Прича се плете око борбе владе и њених званичника и министара да појме и, истовремено, униште аморфни антипокрет неопредељених гласача. У другом делу романа појављују се ликови из Слепила, укључујући доктора и докторову жену, за коју сумњају да је вођа овог антипокрета, и тада почиње заплет који разобличава логику власти и моћи.

## Оцене дела
„У основи романа је саркастична Сарамагова парабола о правилима игре западне демократије: неопредељени бирачи, како ове тврдоглавце називају, сасвим су мирни, чак послушни грађани какве власт само пожелети може. Али њихово одбијање да се претварају како им изборни процес даје неки избор вредан гласања, са становишта власти, дубоко је субверзиван – то је неопростив грех и недопустив пропуст.“ 

Теренс Раферти, The New York Times
„Роман који осликава савремени свет више него иједна књига данас. Сарамаго пише разборито, са дирљивим достојанством и једноставношћу великог уметника, упркос свом посебом правопису и стилу. Као писац може бити звезда водиља данашњим генерацијама, мудрац који уме да разуме и који зна за чим да жали.“ 

Урсула Ле Гуин, The Guardian